# Port lotniczy Corazon de Jesus
Port lotniczy Corazon de Jesus – jeden z panamskich portów lotniczych, zlokalizowany w mieście Corazon de Jesus.